# Aeginetia indica
Aeginetia indica är en snyltrotsväxtart som beskrevs av Carl von Linné. Aeginetia indica ingår i släktet Aeginetia och familjen snyltrotsväxter. Inga underarter finns listade i Catalogue of Life.

## Bildgalleri

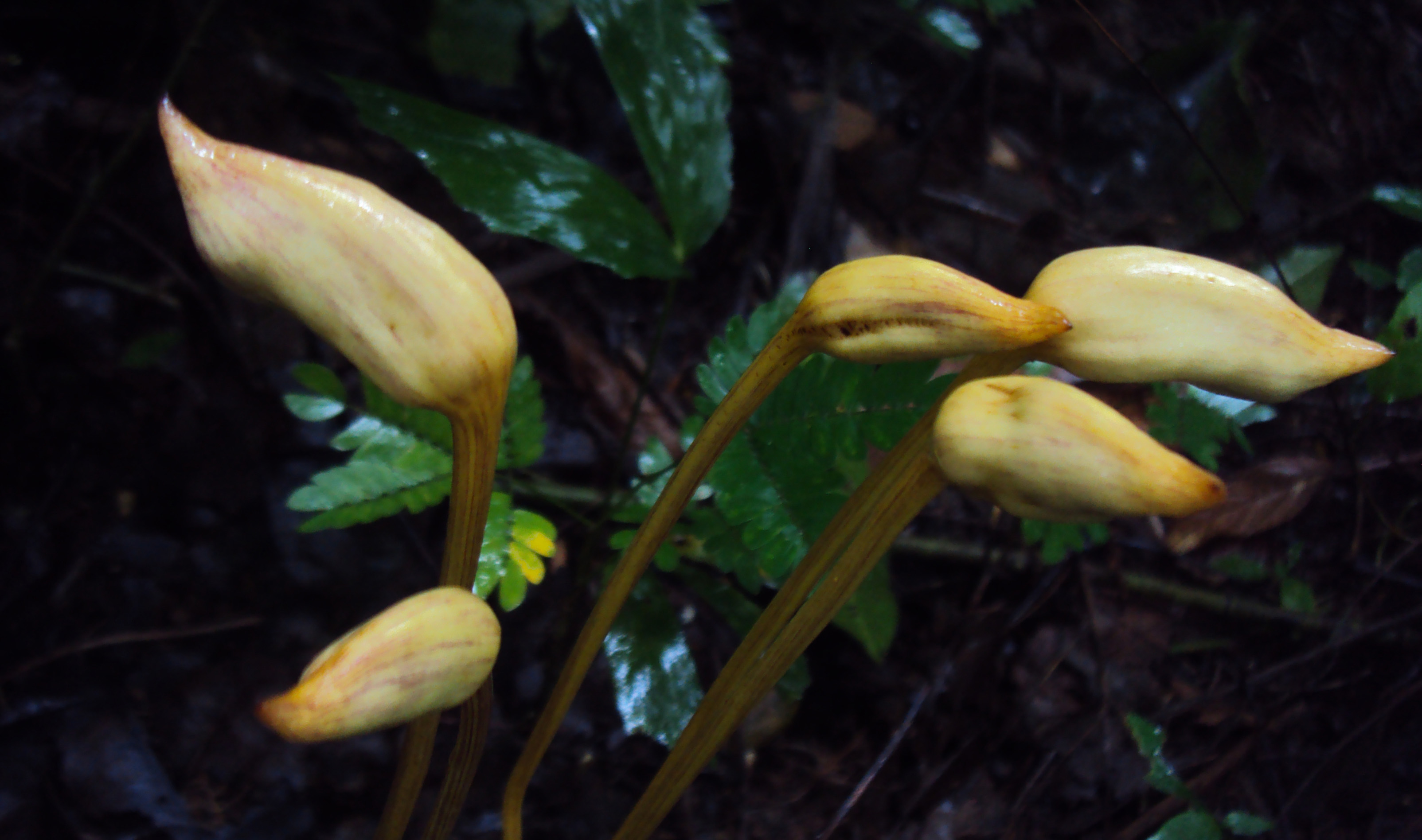
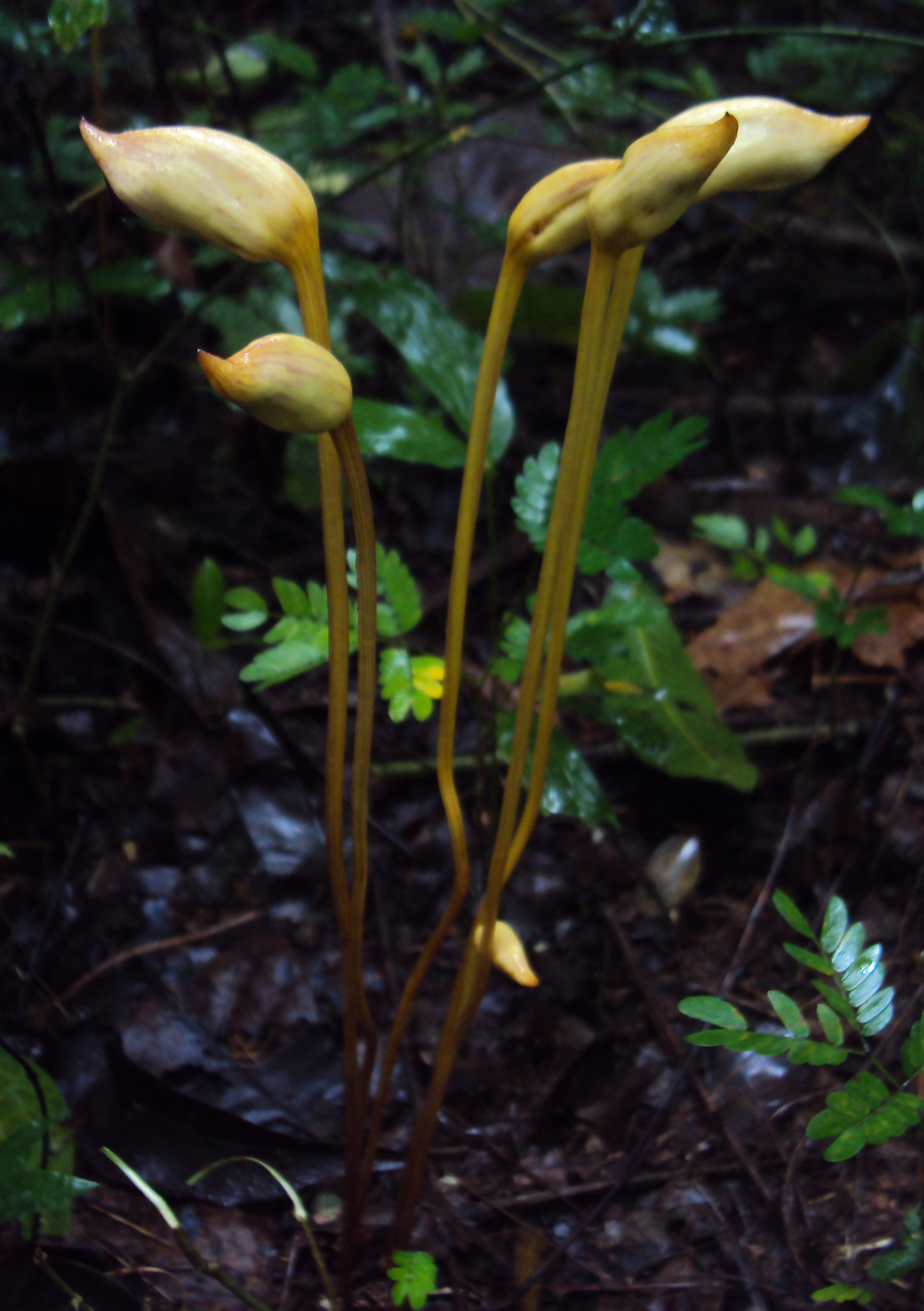
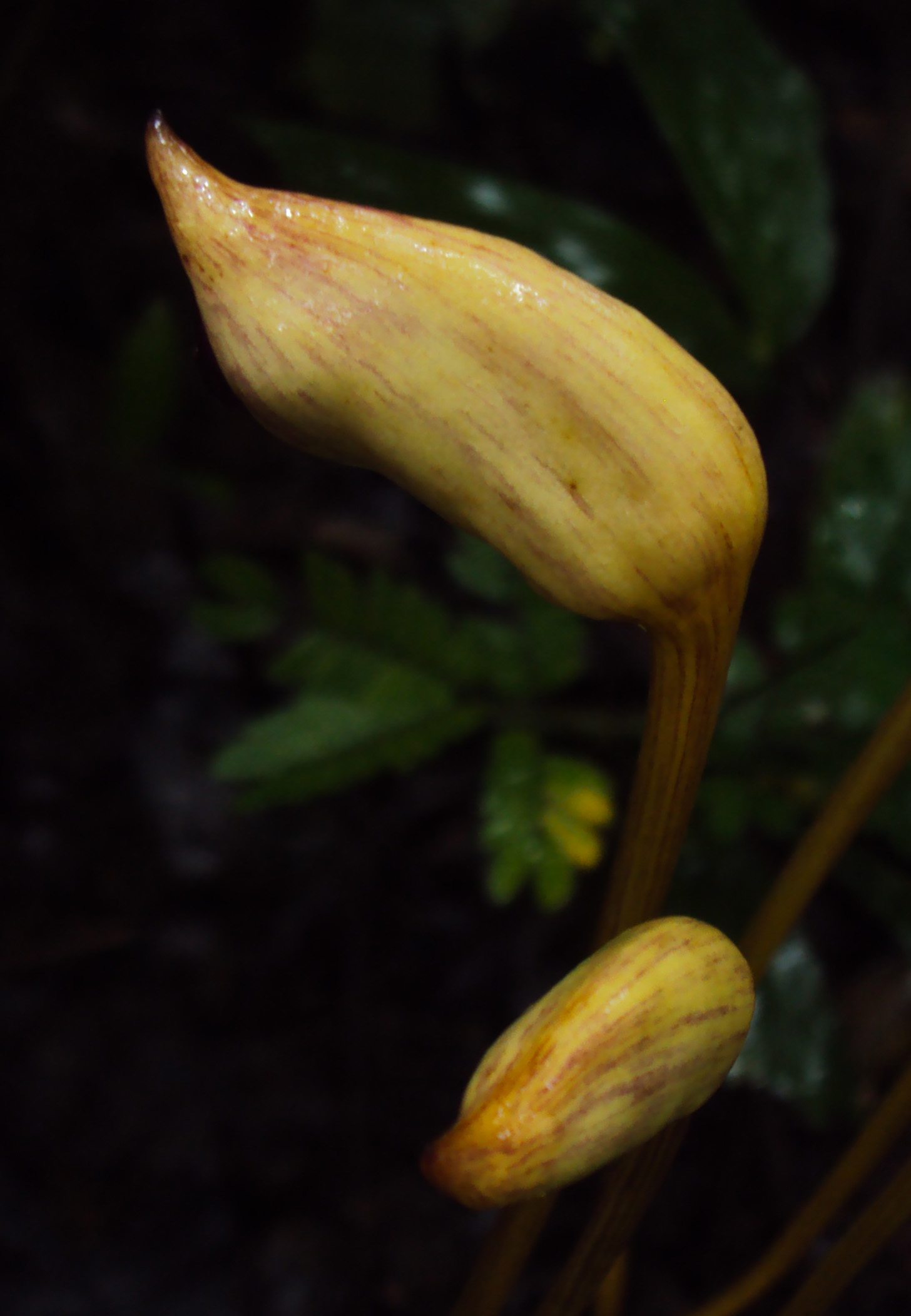
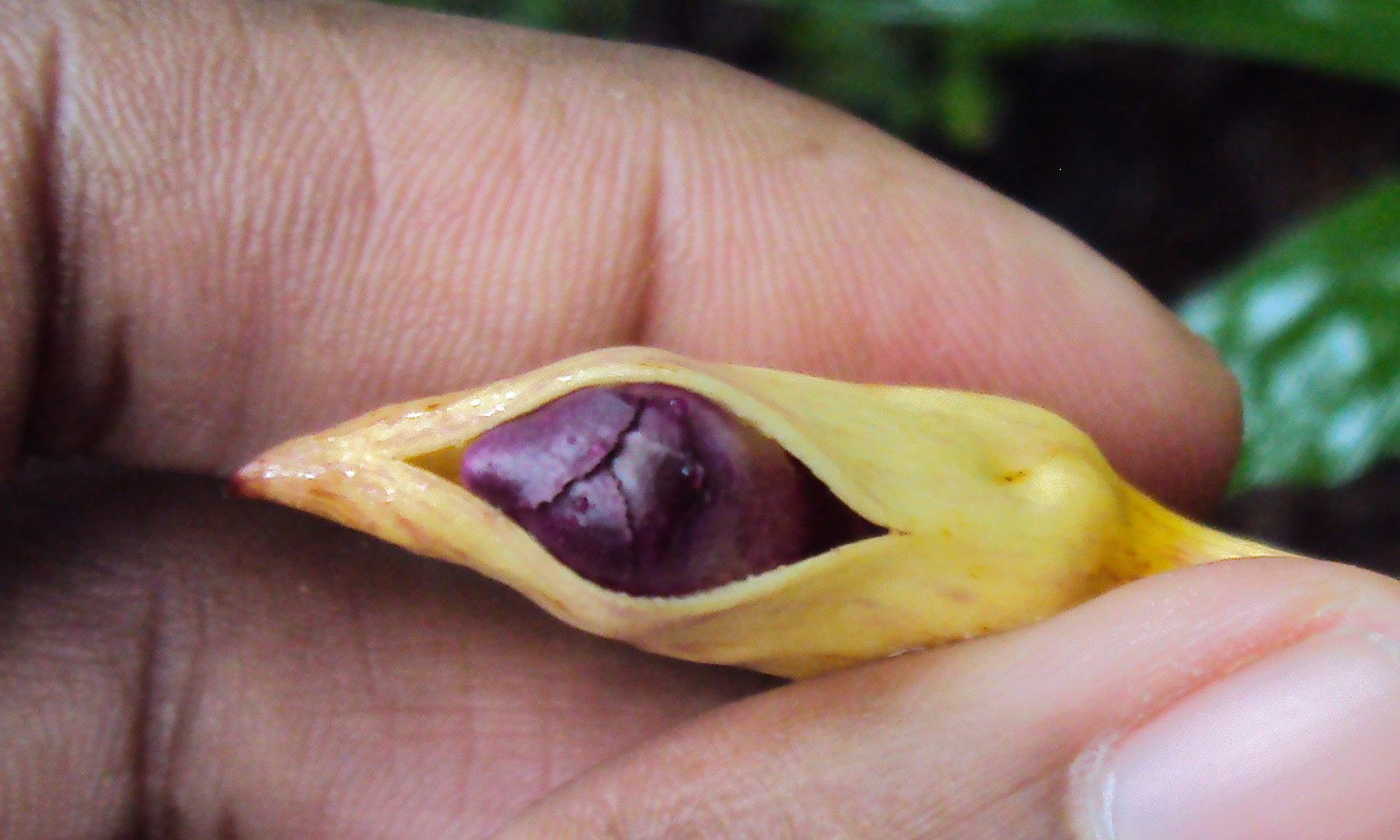
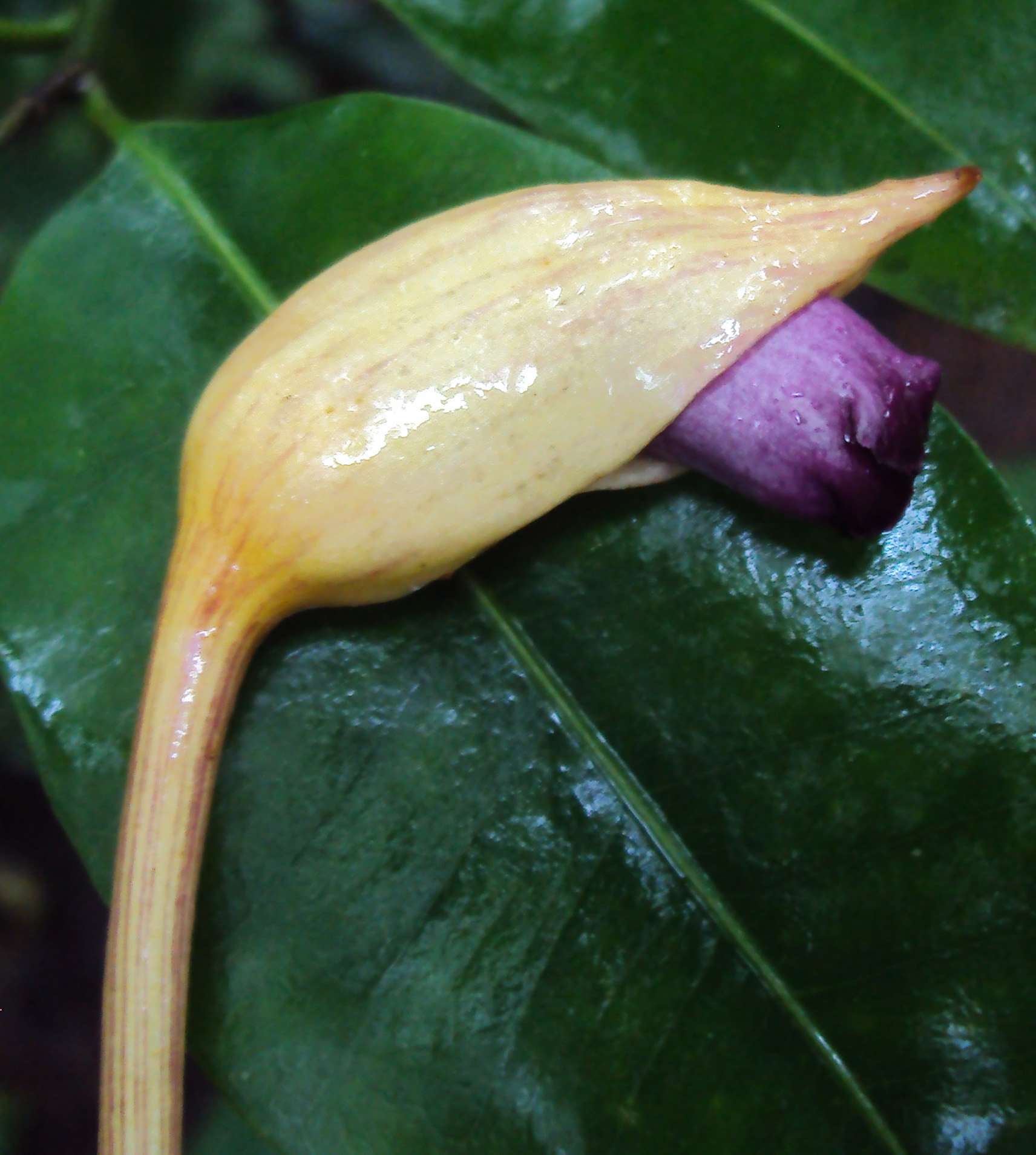
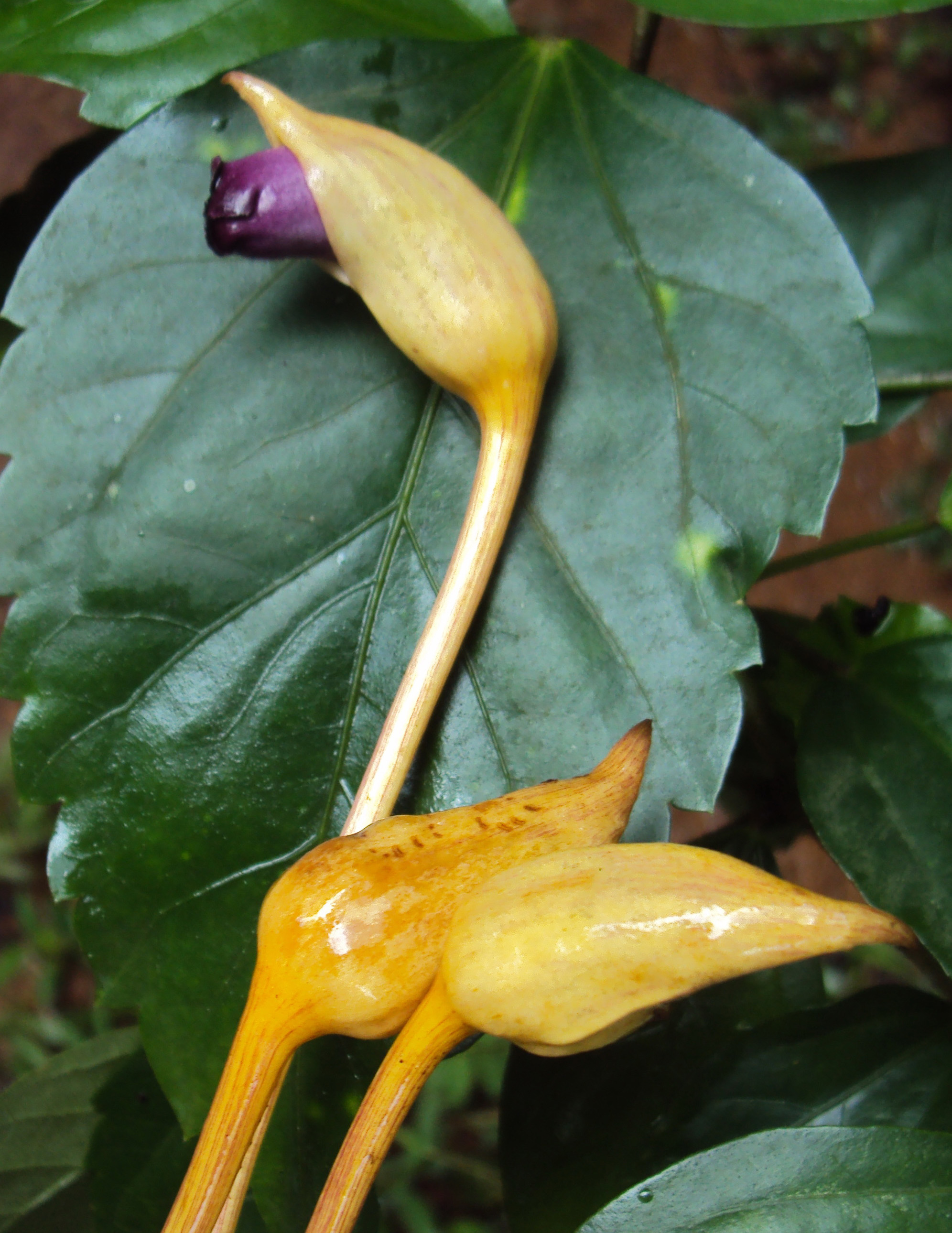